# Spadochronowy system ratunkowy

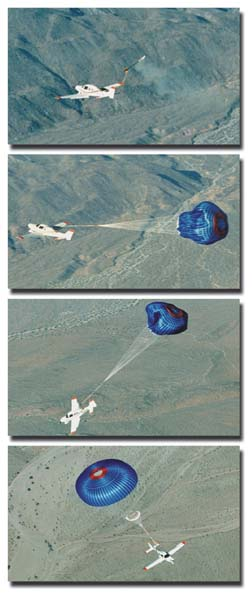

Spadochronowy system ratunkowy (także balistyczny system ratunkowy) – stosowany w lotnictwie (dla awionetek i samolotów ultralekkich oraz paralotni) system umożliwiający bezpieczne sprowadzenie na ziemię statku powietrznego znajdującego się w sytuacji krytycznej.
System składa się z zamontowanego na stałe pojemnika z odpowiednio dużym spadochronem, urządzenia wyrzucającego ten spadochron i uchwytu aktywującego z linką łączącą.
Spadochronowy system ratunkowy nie włącza się automatycznie, wymagane jest pociągnięcie za uchwyt, umieszczony w zasięgu rąk pilota. Powoduje to odpalenie urządzenia wyrzucającego (najczęściej jest to rakieta na paliwo stałe, rzadziej systemy pneumatyczne) i otwarcie spadochronu w ciągu kilku sekund. Minimalna wysokość, przy której spadochron zdąży rozwinąć się i wyhamować opadanie, wynosi około 100 metrów.  
Aby uniknąć zbyt dużych sił działających na spadochron i mocowania, w zależności od prędkości samolotu w momencie otwarcia, czasza spadochronu napełnia się od razu całkowicie (przy małej prędkości) lub częściowo, aby rozwinąć się stopniowo do pełnych rozmiarów w ciągu następnych kilku sekund. Uzyskuje się to przez zastosowanie specjalnego pierścienia ślizgowego. 
System dla samolotów o masie od 270 kg do 1400 kg waży ok. 38 kg. 
Prędkość opadania przy użyciu spadochronowego systemu ratunkowe jest rzędu 9 m/s.  
Gdy samolot znajduje się na ziemi, system powinien być zabezpieczony przed przypadkowym użyciem (specjalną zawleczką zabezpieczającą uchwyt). System może powodować zagrożenie dla osób znajdujących się w pobliżu samolotu po lądowaniu awaryjnym (rakieta osiąga prędkość około 160 km/h i może zabić lub zranić osoby znajdujące się na jej torze lotu).  